# Peninsula Barracks

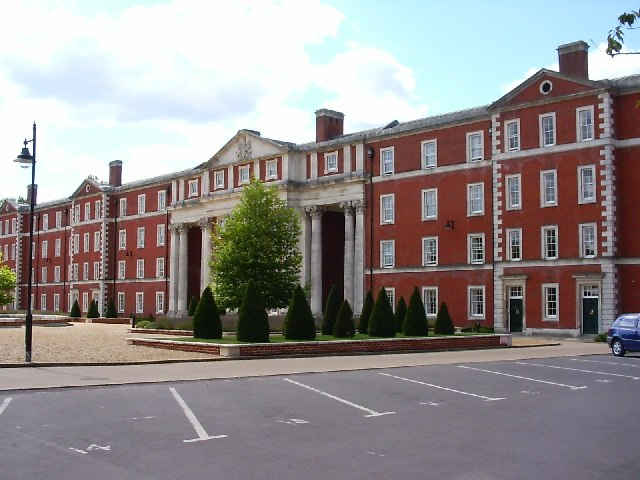
Peninsula Barracks

De Peninsula Barracks vormen een militair gebouwencomplex in de Britse stad Winchester (Hampshire).

## Geschiedenis
De kazerne stond oorspronkelijk bekend als de Upper Barracks, Winchester in Winchester. De kazerne werd begin 20e eeuw gebouwd op de plek van King's House, een nooit voltooid paleis dat door Christopher Wren voor koning Karel II was gebouwd en door brand was verwoest.
De kazerne was sinds 1858 de residentie van King's Royal Rifle Corps en de Rifle Brigade. Ze werden in 1960 het regionale opleidingscentrum voor infanterie de Green Jackets Brigade. De naam werd in 1964 veranderd van Upper Baracks Winchester naar Peninsula Barracks. In 1985 werd de kazerne gesloten en werd het opleidingsinstituut werd naar de Sir John Moore's Barracks, op de locatie Flowerdown net buiten Winchester, verplaatst.
In 1994 verkocht het Ministerie van Defensie de meeste gebouwen aan private partijen. Sommige ruimtes werden in gebruik genomen voor de Militaire Musea van Winchester oftewel Winchester's Military Museums, een complex van musea die bij elkaar liggen maar apart opereren. De musea zijn Horse Power, het Regimental Museum of The King's Royal Hussars, The Royal Hampshire Regiment Museum, The Royal Green Jackets (Rifles) Museum, The Gurkha Museum, The Guardroom Museum, het Museum of the Adjutant General's Corps en het The Light Infantry Museum.

## Monumentale status
Sommige delen van de kazerne hebben de een na hoogste monumentale status, waaronder het hoofdkwartier en museum van het regiment Green Jackets (groene uniformen) (Engels: Green Jackets Headquarters and Museum), de sportschool (Engels: Gymnasium), de poort bij de hoofdingang en pieren {Engels:  Main Entrance Gate Piers), de overige poorten, geflankeerde leuningen en pieren (Engels: Gates and Flanking Railings and Piers), het museum van koninklijke Huzaren (Engels: Royal Hussars Museum),voorheen residentie van de schutters (Engels: Militia Stores) genaamd, het oostelijk blok (Engels: East Bloc), de bewakerskamer (Engels Guardroom), de kapel en het klaslokaal (Engels: Chapel and Schoolroom), het koninklijke blok (Engels: Mons Block), het noordelijke blok (Engels: North Block), de schuur om te oefenen met wapens (Engels: Weapons Training Shed) en het westelijke blok {Engels:  West Block).